# Lê Thế Anh
Lê Thế Anh (ur. 2003) – wietnamski zapaśnik walczący w stylu wolnym. Złoty medalista mistrzostw Azji Południowo-Wschodniej w 2022 roku.